# Ourizona
Ourizona est une municipalité brésilienne située dans l'État du Paraná.